# 杨惠琳
杨惠琳（？—806年）是唐代藩镇。
夏绥（夏州‧陝西靖邊北）节度使韩全义之甥。憲宗時，开始对割据的藩镇开展了一系列战争，永贞元年（805年），韩全义入朝，以杨惠琳为留后。宰相杜黄裳以全义骄横，将其解职，以右驍衛將軍李演為夏綏節度使。元和元年（806年）三月，惠琳發兵拒絕中央派遣的新任節度使，自命為新夏绥节度使。宪宗下令河东节度使嚴綬征讨，與河東、天德軍合擊之，夏州兵馬使張承金斬殺惠琳，传首京师。